# Piano regolatore di Palermo del 2002
Il Piano Regolatore di Palermo del 2002 è il terzo, nonché attuale, piano regolatore generale comunale della città di Palermo.

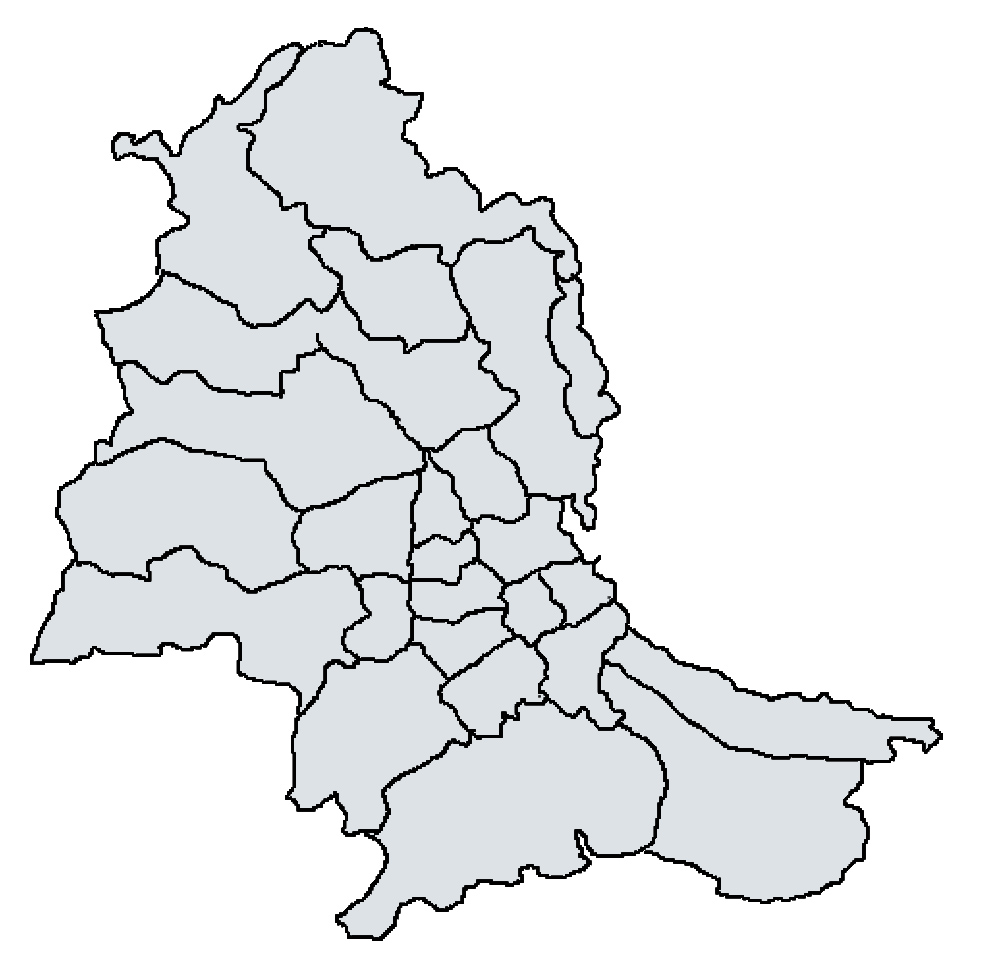
La suddivisione in quartieri della città

## Storia
L'approvazione definitiva all'odierno piano regolatore arrivò nel luglio del 2002, ma questo PRGC ha avuto un iter molto lungo. Infatti, le prime proposte iniziarono nel 1994 con Leoluca Orlando, allora sindaco di Palermo. Le linee guida di questo nuovo Piano Regolatore Generale Comunale furono rese note nel 1997 e, già da quell'anno, l'amministrazione cittadina le adottò ben prima del consenso ufficiale del 2002. Il terzo piano regolatore mirava, principalmente, a bloccare definitivamente il Sacco di Palermo, iniziato tra la fine degli anni cinquanta e i seguenti anni sessanta, soprattutto a causa del precedente piano regolatore che questo nuovo PRG veniva a sostituire dopo quarant'anni.

## Il piano
Il piano è stato presentato nel 1997 e portava le firme di Pier Luigi Cervellati e Willy Husler, ma il progetto, approvato ufficialmente nel 2002, ha visto imponenti varianti rispetto a quello iniziale: per la precisione furono effettuate 226 variazioni, tanto che gli stessi progettisti, al termine delle modifiche, non riconobbero più l'opera come propria. Il lungo iter di progettazione ha però reso, per alcuni tecnici del settore, il PRGC già vecchio in partenza. A differenza dell'antecedente piano regolatore generale comunale, quello nuovo non prevedeva alcuna espansione edilizia cittadina, ma bensì una riqualificazione urbana della Palermo stessa, per cercare di rimediare ai danni perpetuati durante il Sacco. In particolare, è stata posta una certa attenzione al centro storico, per il quale è stato inserito un Piano Particolareggiato Esecutivo (PPE), atto a recuperare e ripopolare il centro attualmente sottopopolato. Altri grossi interventi miravano a rinsaldare le estreme periferie al centro cittadino e al miglioramento dei flussi stradali.